# Otočje Crozet
Otočje Crozet (fra. Îles Crozet ili, službeno, Archipel Crozet) je subantarktičko otočje malih otoka u južnom Indijskom oceanu. Oni čine jedan od pet administrativnih okruga francuskih južnih i antarktičkih teritorija.

## Povijest

### Otkriće i rana povijest
Otočje Crozet otkrila je 24. siječnja 1772. ekspedicija francuskog istraživača Marc-Josepha Mariona du Fresnea, na brodu Le Mascarin. Njegov drugi zapovjednik, Julien-Marie Crozet, iskrcao se na Île de la Possession, prisvajajući arhipelag za Francusku. Ekspedicija je nastavila prema istoku i iskrcala se na Novom Zelandu, gdje su kapetana Mariona i veći dio njegove posade ubili i kanibalizirali Maori. Crozet je preživio katastrofu i uspješno odveo preživjele natrag u njihovu bazu na Mauricijusu. Godine 1776. Crozet je upoznao Jamesa Cooka u Kaapstadu, na početku Cookovog trećeg putovanja. Crozet je podijelio karte svoje nesretne ekspedicije, a dok je Cook plovio prema istoku, zaustavio se na otocima, nazvavši zapadnu skupinu Marion, a istočnu skupinu Crozet. Sljedećih su godina lovci na tuljane koji su posjećivali otoke nazivali istočnu i zapadnu skupinu otočjem Crozet, a otok Marion postao je ime većeg od dva Otoka princa Edwarda, koje je otkrio kapetan Marion tijekom iste ekspedicije.
Početkom 19. stoljeća otoke su često posjećivali lovci na tuljane, a tuljani su bili gotovo istrijebljeni do 1835. godine. Između 1804. i 1911. 153 broda posjetila su otok u potrazi za tuljanima, od kojih se sedam nasukalo na obali. Kasnije je kitolov bio glavna aktivnost oko otoka, posebno su česti bili kitolovci iz Massachusettsa. Godine 1841. oko otoka je bilo desetak kitolovaca. U roku od nekoliko godina, to se povećalo na dvadeset samo u SAD-u. Takvo iskorištavanje bilo je kratkog vijeka, a otoke su do kraja stoljeća rijetko posjećivali. Otoci su bili nenaseljeni tijekom kasnog 19. stoljeća.
Na otočju Crozet bilo je mnogo brodoloma. Britanski lovac na tuljane, Princess of Wales, potonuo je 1821., a preživjeli su proveli dvije godine na otocima. Brodolomnik je napisao 'Zemlja ne pruža nikakav zaklon, nema ni drveća ni grmlja, a vrijeme je uglavnom izrazito vlažno, a snijeg često na tlu'. Brod Strathmore doživio je havariju 1875. Godine 1887. francuski Tamaris doživio je brodolom i njegova se posada nasukala na Île des Cochons. Privezali su ceduljicu za nogu albatrosa, koji je pronađen sedam mjeseci kasnije u Fremantleu, Zapadna Australija, ali posada nikada nije pronađena. Neko je vrijeme Kraljevska mornarica svakih nekoliko godina slala brod u potragu za nasukanim preživjelima. Parobrod Australasian također je provjerio ima li preživjelih na putu za Australiju.

### Recentna povijest
Između 1924. i 1955. Francuska je upravljala otocima kao ovisnim dijelom Madagaskara. Godine 1938. otočje Crozet proglašeno je prirodnim rezervatom. Otoci Crozet postali su dio francuskih južnih teritorija 1955. godine. Godine 1961. postavljena je prva istraživačka postaja, ali tek je 1963. otvorena stalna postaja Alfred Faure u Port Alfredu na Île de la Possession (obje nazvane po prvom vođi postaje). Stanicu čini 18 do 30 ljudi (ovisno o sezoni). Obavljaju meteorološka, biološka i geološka istraživanja te održavaju seizmograf i geomagnetski opservatorij (IAGA kod: CZT). Organizacija Ugovora o sveobuhvatnoj zabrani nuklearnih pokusa ima opremu za prisluškivanje na otoku i otkriveno je da su dvije njezine postaje, druga na otoku Ascension, otkrile su 2017. nešto za što se vjeruje da je podvodna, nenuklearna eksplozija u blizini obale Argentine i vjeruje se biti kobna nesreća podmornice ARA San Juan.

## Geologija
Otoci leže na Antarktičkoj ploči, otprilike između vruće točke Kerguelen i Madagaskara i južne Afrike. Najstariji otok, Île de l'Est, formiran je prije otprilike 9 milijuna godina iz vruće točke, koja je nastavila formirati otoke na zapadu sve do, navodno, danas. Unatoč ovoj očito mladoj dobi, do danas nije primijećena vulkanska aktivnost ni na jednom od otoka.

## Geografija
Ne uključujući manje otočiće ili hridi itd., skupina Crozet sastoji se od šest otoka. Od zapada prema istoku:
| Ne.                            | Otok ili grupa (hrvatski)                   | Površina | Najviši vrh                  | Mjesto                                        |
| ------------------------------ | ------------------------------------------- | -------- | ---------------------------- | --------------------------------------------- |
| L'Occidental ( Zapadna grupa ) |                                             |          |                              |                                               |
| 1                              | Île aux Cochons (Otok svinja)               | 67 km2   | Mont Richard-Foy, 770 m      | 46°06′09″S 50°13′54″E / 46.10250°S 50.23167°E |
| 2                              | Île des Pingouins (Otok pingvina)           | 3 km2    | Mont des Manchots 340 m      | 46°25′01″S 50°24′10″E / 46.41694°S 50.40278°E |
| 3                              | Îlots des Apôtres (Otoci Apostola)(1)       | 2 km2    | Mont Pierre, 289 m           | 45°57′18″S 50°25′30″E / 45.95500°S 50.42500°E |
| L'Oriental (Eastern Group)     |                                             |          |                              |                                               |
| 4                              | Île de la Possession (Île de la Possession) | 150 km2  | Pic du Mascarin, 934 m       | 46°24′27″S 51°45′27″E / 46.40750°S 51.75750°E |
| 5                              | Île de l'Est (Istočni otok)                 | 130 km2  | Mont Marion-Dufresne, 1090 m | 46°25′48″S 52°12′27″E / 46.43000°S 52.20750°E |
|                                | Îles Crozet (otočje Crozet)                 | 352 km2  | Mont Marion-Dufresne, 1090 m | 45°57' do 46°29'S 50°10' do 52°19'E           |

(1) Grupa od dva velika otoka (Grande Île—Veliki otok i Petite Île—Mali otok) i oko 20 vrhova stijena.
Istočna i zapadna skupina su udaljene 94.5 km (od Île des Pingouins do Île de la Possession).
Otoci Crozet su nenaseljeni osim istraživačke stanice Alfred Faure (Port Alfred) na istočnoj strani Île de la Possession, koja ima stalno osoblje od 1963. Prethodne znanstvene postaje uključivale su La Grande Manchotière i La Petite Manchotière.

### Klima
Otoci Crozet imaju klimu tundre pod utjecajem mora (Köppenova klasifikacija klime, ET). Prosječne mjesečne temperature oko 2.9 °C i 7.9 °C zimi, odnosno ljeti. Oborine su velike, s preko 2,000 mm godišnje. U prosjeku pada kiša 300 dana u godini, a vjetrovi preko 100 km/h pojavljuju se na 100 dana u godini. Temperature se mogu popeti i do 18 °C ljeti i rijetko idu ispod −5 °C, čak i zimi.

### Živi svijet
Otoci su dio ekoregije tundre otočja južnog Indijskog oceana koja uključuje nekoliko subantarktičkih otoka. U ovoj hladnoj klimi, biljni život je uglavnom ograničen na trave, mahovine i lišajeve, dok su glavne životinje kukci uz velike populacije morskih ptica, tuljana i pingvina.
Otoci Crozet dom su četiri vrste pingvina. Najzastupljeniji su zlatnouhi pingvini (Eudyptes chrysolophus), od kojih oko 2 milijun parova gnijezdi se na otocima i kraljevski pingvin, dom za 700 000 parova koji se gnijezde; pola svjetske populacije. Također se može naći i pingvin Eudyptes chrysocome filholi, a postoji i mala kolonija žutonogih pingvina. Postoji i endemska podvrste kerguelenske patke (Anas eatoni). Ostale ptice uključuju crnokljunu uzdašicu (Chionis minor), burnjake i albatrose, uključujući albatrose lutalice (Diomedea exulans).
Sisavci koji žive na otočju Crozet uključuju krznate tuljane i tuljane Mirounga leonina. Uočeni su orke kako love tuljane. Privremene orke s otočja Crozet poznati su po tome što se namjerno nasukaju (i kasnije oslobode) dok aktivno love populaciju tuljana koji se razmnožavaju na otocima. Ovo je vrlo rijetko ponašanje, koje se najčešće viđa u regiji Patagonije u Argentini, a smatra se da je naučena vještina koja se prenosi generacijama pojedinih obitelji orka. Čini se da ovi kitovi ubojice također ostaju oko otočja Crozet tijekom cijele godine, hraneći se uglavnom tuljanima tijekom ljeta, a zatim hraneći se pingvinima tijekom zime.
Otoci Crozet prirodni su rezervat od 1938. godine. Uvođenje stranih vrsta (miševi, štakori, a potom i mačke za suzbijanje štetočina) prouzročilo je ozbiljnu štetu izvornom ekosustavu. Svinje koje su dovedene na Île des Cochons i koze koje su dovedene na Île de la Possession — i jedno i drugo kao izvor hrane — istrijebljene su.
Još jedna stalna zabrinutost je prekomjerni izlov Dissostichus eleginoides, kao i populacije albatrosa, koja se prati. Vodama otočja Crozet patrolira Francuska.

## U popularnoj kulturi
Francuski film iz 2012., Les Saveurs du Palais, počinje i završava scenama na otočju Crozet. Protagonistica filma, baka kuharica iz francuske regije Périgord koja se prijavila kao kuharica za istraživačku stanicu, nekoć je bila osobni kuhar predsjednika Françoisa Mitterranda .
U romanu Pusti otok iz 1978., petoj knjizi u serijalu Patricka O'Briana Aubrey–Maturin, fiktivni mornarički brod HMS Leopard teško je oštećen sudarom sa santom leda u jugozapadnom Indijskom oceanu. Posada pokušava sletjeti na kopno radi popravka na jednom od otoka Crozet, ali promašuju otok i nastavljaju plutati prema istoku, ne uspijevajući promijeniti smjer.
U Moby Dicku Hermana Melvillea, Pequod plovi blizu 'dalekih Crozettsa', 'dobrog mjesta za krstarenje za prave kitove' u 52. poglavlju, 'Albatros'. Vidi također poglavlje 58, 'Brit'.
Biggles Cuts it Fine kapetana WE Johnsa uglavnom je smještena na ovom otočju, gdje je otkrivena izmišljena ruska baza na, kako se u knjizi naziva, "otoku Hog".

## Galerija
- Brod Marion Dufresne u blizini otočja.
- Jedna od kolonija pingvina na otočju
- Istočna skupina
- Otočje Crozet uzrokuje stvaranje ulicu Kármánovih vireva ispod niskih oblaka.

## Daljnje čitanje
- LeMasurier, W. E.; Thomson, J. W., ur. 1990. Volcanoes of the Antarctic Plate and Southern Oceans. American Geophysical Union. ISBN 0-87590-172-7
- Church, Ian. 1985. Survival on the Crozet Islands: The Wreck of the Strathmore in 1875. Heritage Press. Waikanae, New Zealand. ISBN 0-908708-02-5

## Vanjske poveznice
- (fr.) Crozetvv.free.fr: Crozet Islands Information
- (engl.) South Atlantic and Subantarctic Islands website — Crozet Islands webpage
- (fr.) TAAF.fr: French Southern and Antarctic Lands
- (engl.) DiscoverFrance.net: Kerguelen + Crozet Islands